# Jenő Dalnoki
Jenő Dalnoki, né le 12 décembre 1932 à Budapest et mort le 4 février 2006, était un footballeur hongrois qui devint ensuite entraîneur.

## Biographie
Il fait partie de l'équipe de Hongrie qui décroche la médaille d'or lors des Jeux olympiques d'été de 1952. 
En club, il joue pour le Ferencváros TC puis en est notamment entraîneur (1970, 1973-78, 1985-87). Il mène le Ferencváros en finale de la Coupe d'Europe des vainqueurs de coupes en 1975.

## Palmarès joueur
- Médaille d'or aux Jeux olympiques d'été de 1952
- Médaille de bronze aux Jeux olympiques d'été de 1960
- Championnat de Hongrie en 1963 et 1964
- Coupe de Hongrie en 1958

## Palmarès entraîneur
- Championnat de Hongrie en 1976
- Coupe de Hongrie en 1976 et 1978